# Намбарын Энхбаяр
Намбарын Энхбаяр (монг. Намбарын Энхбаяр?, ᠨᠠᠮᠪᠠᠷ ᠤᠨ 
ᠡᠩᠬᠡᠪᠠᠶᠠᠷ?; род. 1 июня 1958, Улан-Батор) — монгольский государственный деятель, президент Монголии с 24 июня 2005 года по 18 июня 2009 года.
Основатель и глава Монгольской народно-революционной партии (создана в 2010 году после переименования носившей то же название партии в Монгольскую народную партию (МНРП)). Четыре раза избирался депутатом Великого государственного хурала (1992, 1996, 2000, 2004).
Был председателем парламента (2004—2005) и премьер-министром Монголии (2000—2004), возглавлял фракцию Монгольской народно-революционной партии (1997—2000), работал министром культуры (1992—1996). С 1997 года занимал пост председателя МНРП и в 2005 году покинул его в связи с тем, что был избран главой государства.
В августе 2012 года был осуждён на четыре года тюрьмы по обвинению в коррупции.

## Биография

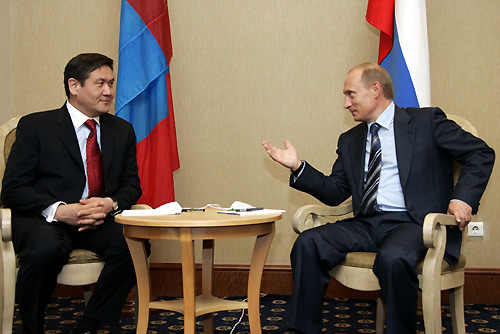
На встрече с Владимиром Путиным

Намбарын Энхбаяр родился 1 июня 1958 года в столице Монгольской народной республики Улан-Баторе. По национальности бурят. По собственному признанию, он не помнит, как учил русский язык, потому что ходил в русский детский сад и в русскую школу («…тогда родители старались дать хорошее образование своим детям, и считалось, что российская школа, русская школа и русский язык — это действительно более качественное образование, и меня отдали туда»). Помимо русского, Намбарын владеет английским языком.
Известно, что ещё в школе Энхбаяр переводил Михаила Шолохова на монгольский язык. В 1975 году, когда в Монголии был объявлен набор студентов в московский Литературный институт имени А. М. Горького, он успешно сдал экзамены и получил студенческий билет. В 1980 году окончил Московский литературный институт, получив специальность литератора-переводчика.
В 1980—1990 годах Энхбаяр был редактором-переводчиком, заведующим отделом внешних связей Союза писателей Монголии, вице-президентом Монгольского союза переводчиков. В тот же период (в 1985—1986 годах) Энхбаяр прошёл курс обучения (стажировку) в Лидсском университете (Великобритания). В 1985 году Энхбаяр вступил в ряды Монгольской народно-революционной партии (МНРП).
В конце 1989 — начале 1990 года в Монголии произошла демократическая революция: тогда после волнений в стране все руководство правящей МНРП ушло в отставку. Генеральный секретарь ЦК МНРП Пунсалмагийн Очирбат провёл реорганизацию в партии (она официально отказалась от марксизма-ленинизма и стала выступать за переход к рыночной экономике) и в том же году был избран первым президентом Монголии. Вскоре после этого страна перешла к многопартийной системе.
В 1990 году Энхбаяр, которого СМИ называли «одним из активных и стойких членов МНРП» в годы монгольской перестройки, был назначен заместителем председателя комитета по развитию культуры и искусства правительства Монголии. В 1992 году он впервые был избран в парламент — Великий государственный хурал Монголии — и в том же году занял должность министра культуры (находился на этом посту до 1996 года).
В 1996 году Энхбаяр стал генеральным секретарём МНРП и занял пост лидера парламентской фракции МНРП. В 1997 году Энхбаяр возглавил МНРП, сменив на этом посту Нацагийна Багабанди, избранного в 1996 году президентом страны. Отмечалось, что этот период был сложным для партии, поскольку на парламентских выборах 1996 года она впервые за 75 лет выступила неудачно и, проиграв выборы коалиции «Демократический союз», оказалась в оппозиции. В том же году Энхбаяр возглавил и фракцию партии в Великом государственном хурале. Через три года, 19 июля 2000 года, МНРП победила на парламентских выборах, получив 72 из 76 мест в парламенте. Отмечалось, что за несколько лет Энхбаяр «перестроил коммунистическую МНРП на социал-демократический лад», после чего «его партия из оппозиционной превратилась в правящую».
В 2000—2004 годах Энхбаяр занимал пост премьер-министра Монголии. Став главой правительства, он пообещал, что рыночные реформы в стране «будут продолжаться, но в смягчённом варианте». Государственное телевидение и радио Бурятии впоследствии называло его кабинет «самым стабильным и эффективным» и подчёркивало «решающую роль Энхбаяра в процессе перестройки монгольского общества». В феврале 2001 года премьер-министр Энхбаяр был переизбран председателем МНРП.
В августе 2004 года Энхбаяр в рамках достигнутого соглашения о разделе власти стал председателем Великого государственного хурала четвёртого созыва, а премьер-министром Монголии стал лидер оппозиционной коалиции «Родина - Демократия» Цахиагийн Элбегдордж.
22 мая 2005 года Энхбаяр от Монгольской народно-революционной партии победил на выборах президента Монголии, набрав 53,4 % голосов избирателей (его ближайший соперник от Демократической партии Мэндсайханы Энсайхан получил около 20 % голосов). При этом эксперты отмечали, что хотя выборы в Монголии «известны своей непредсказуемостью…, практически ни у кого не было сомнений, что главой государства станет бывший премьер». Став главой государства, Энхбаяр сложил с себя полномочия председателя МНРП. Согласно конституции Монголии, глава государства избирается сроком на четыре года.
В конце июня 2008 года в Монголии состоялись очередные парламентские выборы. Было объявлено, что победу на них одержала МНРП, получив больше половины мест (48) в Великом государственном хурале, тогда как представители Демпартии получили всего 25 мест. После оглашения результатов лидер партии Элбегдордж заявил о несогласии с результатами выборов, назвав их сфальсифицированными. В Улан-Баторе начались волнения (позднее эти события в прессе получили название «революция юрт»). После проведённых открытых консультаций с представителями властей, МНРП и всех оппозиционных партий президент Монголии Энхбаяр в ночь со 2 на 3 июля объявил в столице чрезвычайное положение сроком на четыре дня, в ночь с 5 на 6 июля режим чрезвычайного положения был снят, президент страны пообещал разобраться с фактами нарушений на выборах. Впоследствии власти Монголии согласились не только рассмотреть факты нарушений в ходе парламентских выборов, но и частично пересмотреть итоги голосования. В итоге МНРП получила 39 мест в парламента, а Демпартия — 25.
В апреле 2009 года на восьмом заседании Конференции МНРП Энхбаяр был выдвинут кандидатом на выборах президента Монголии. В мае того же года в стране были проведены выборы главы государства. Ещё до оглашения их официальных результатов демократы Монголии объявили о победе кандидата от Демократической партии Элбэгдоржа, а Энхбаяр признал своё поражение.
В июне 2009 года в столице Монголии Улан-Баторе состоялась церемония инаугурации Элбэгдоржа в качестве нового главы государства. СМИ писали, что накануне вступления в должность он заявлял о намерении «тесно сотрудничать со своими предшественниками».
В ноябре 2010 года МНРП была переименована в Монгольскую народную партию (МНП). Как отмечали западные СМИ, это было сделано с целью дистанцироваться от коммунистического наследия. В ответ на это в январе 2011 года Энхбаяр создал и возглавил новую партию с прежним названием — «Монгольская народно-революционная партия».
13 апреля 2012 года Энхбаяр был арестован по подозрению в коррупции. Ему вменялись, в частности, хищение в 2000 году телевизионного оборудования на сумму в 113 тысяч долларов, предназначавшегося для буддийского монастыря, а также неуплата таможенных пошлин на собственные книги. По сведениям местных СМИ, полицейским пришлось брать штурмом здание, в котором находился экс-президент, поскольку его охранники оказали сопротивление. Через месяц экс-президент был отпущен на свободу под залог.
На парламентских выборах 28 июня 2012 года возглавляемый Энхбаяром блок «Справедливость», состоявший из МНРП и Монгольской национально-демократической партии, получил 22 % голосов и занял третье место после МНП и Демократической партии.
1 августа 2012 года суд признал Энхбаяра виновным в коррупции и приговорил экс-президента к четырём годам лишения свободы и конфискации имущества на сумму 25 миллионов тугриков (18 тысяч 660 долларов). Виновными в коррупции были признаны также четыре других бывших члена монгольского правительства и один бизнесмен. Энхбаяр назвал приговор политически мотивированным и заявил о намерении продолжить борьбу «за справедливость и новую Монголию». Позже срок тюремного заключения был сокращён до 2,5 лет.
Энхбаяр в совершенстве владеет не только русским, но и английским, и тибетским языками. Его называли первым монгольским политическим лидером, который общается с зарубежными руководителями на русском и английском без переводчика. В 2003 году Энхбаяру было присвоено звание почётного доктора Российской экономической академии имени Плеханова, а в 2006 году — почётного доктора Бурятского государственного университета. Известен Энхбаяр и как переводчик — он перевёл на монгольский «Учения Будды», многие произведения мировой и русской классики (Пушкина, Диккенса, Гоголя и многих других писателей), а в 2006 году выпустил восьмитомник своих произведений.

## Личная жизнь
Сообщалось, что Энхбаяр исповедует буддизм (по его словам, в ученики к ламе он пошёл в 1982 году). Он серьёзно занимается изучением философии буддизма, традиционной монгольской культуры и письменности. При его поддержке была построена многометровая фигура Будды в центральном храме Улан-Батора (в 1992—1996 годах он возглавлял правительственную комиссию по возведению статуи).
Энхбаяр женат, у него четверо детей. Его супруга Онон Цолмон — выпускница 11 Российской экономической академии имени Плеханова, работает в Монгольском сельскохозяйственном университете. Известно, что Энхбаяра и его жену объединяют увлечения поэзией, живописью и классической музыкой (сообщалось, что Онон прекрасно играет на фортепиано).

## Награды
- Медаль Пушкина (31 октября 2007, Россия) — за большой вклад в распространение, изучение русского языка, сохранение культурного наследия, сближение и взаимообогащение культур наций и народностей[5]
- Орден «Ключ дружбы» (2003, Кемеровская область, Россия) — за укрепление дружбы и сотрудничества между регионом (Кемеровской областью) и Республикой Монголия[6]